# Anosmia
Anosmia es la pérdida total del olfato. Puede ser temporal o crónica. Un término relacionado es hiposmia, el cual se refiere a la disminución en la habilidad olfativa. 
Algunas personas pueden ser anósmicas de cierto olor en particular; esto es llamado "anosmia específica" y puede tener su origen de modo genético. La anosmia es detectada por los médicos usando como método el "rascar e inhalar" olores, o usando olores disponibles como lo son el café, limón, marihuana y canela.

## Etimología
Anosmia es una palabra compuesta derivada del griego ἀ-, a (an antes de vocal), priv. ‘sin’ + ὀσμή , osmé, ‘olor’, 'olfato' + -ia, ‘cualidad’.

## Etiología
Las causas más comunes de esta enfermedad son: 
- Infección viral
- Descongestionantes nasales
- Problemas por saturación de plomo
- Por uso de ciertos medicamentos
- Radioterapia
- Traqueostomía
- Nacimiento (congénito)
- Traumatismo craneoencefálico
- Cirugía del tipo craneotomía
- Consecuencia también del trastorno mental de conversión
- Enfermedad de Wernicke
- COVID-19

Entre las causas de la anosmia congénita se hallan las fallas en el desarrollo de las placodas olfatorias. Estas son engrosamientos del ectodermo superficial de la región nasal del embrión a partir de las cuales se generan los neuroepitelios receptores olfatorios de las fosas nasales. La anosmia congénita puede asociarse a fallas en la formación de las células precursoras de las neuronas hipotalámicas que secretan hormonas liberadoras de gonadotrofinas hipofisarias. En este caso la anosmia se asocia a hipogonadismo hipogonadotrófico constituyendo el síndrome de Kallman.

## Tratamiento
Aunque la anosmia causada por daño al cerebro no puede ser curada, la anosmia causada por cambios inflamatorios a la mucosa puede ser tratada con glucocorticoides. El uso de glucocorticoides orales como prednisona, seguido por el uso prolongado de espray nasales reduce la inflamación de la mucosa y trata la anosmia. Este tratamiento no es permanente y puede tener que ser repetido después de pocos años.

## En la literatura
La novela de Marta Tafalla Nunca sabrás a qué huele Bagdad (Publicaciones de la Universidad Autónoma de Barcelona, 2010) aborda el tema de la anosmia congénita. La novela intenta mostrar cómo perciben el mundo las personas que han nacido sin sentido del olfato. Aunque los personajes y la historia narrada son ficticios, la novela se inspira en las experiencias reales de la autora, que sufre anosmia congénita.